# Thiosäuren
| Thiosäuren                                                              |
| ----------------------------------------------------------------------- |
| Thionsäure                                                              |
| Thiolsäure                                                              |
| Dithiosäure                                                             |
| R ist eine Organylgruppe. Die funktionellen Gruppen sind blau markiert. |

Thiosäuren (vom altgr. Thio für Schwefel) sind eine Klasse von Verbindungen, die als Schwefelderivate von Sauerstoffsäuren aufgefasst werden können, bei denen ein oder mehrere Sauerstoffatome durch Schwefelatome ersetzt sind. Hierzu zählen sowohl anorganische als auch organische Säuren (vor allem Thiocarbonsäuren).
So ist beispielsweise die Thioschwefelsäure (H2S2O3) eine Thiosäure der Schwefelsäure (H2SO4). Bekannte Derivate von Thiosäuren sind z. B. Ester von Thiophosphorsäuren, die als Insektizide eingesetzt werden. Von der Dithiokohlensäure leiten sich die sogenannten Xanthogenate ab. Cellulosexanthogenat ist ein bedeutendes Zwischenprodukt beim Viskoseverfahren zur Herstellung von Cellulosefasern.

## Monothiocarbonsäuren
Monothiocarbonsäuren lassen sich als tautomere Thionsäure R–CS–OH oder Thiolsäure R–CO–SH beschreiben. Sie sind in der Regel nur in Form ihrer Salze oder kovalenten Derivate (beispielsweise Thiolester) stabil.
Flüchtige Thiocarbonsäuren weisen einen sehr unangenehmen Geruch auf.

## Dithiocarbonsäuren
Dithiocarbonsäuren besitzen die allgemeine Struktur R–CS–SH. Sie sind in der Regel ebenfalls nur in Form ihrer Salze oder kovalenten Derivate stabil. 

### Synthese
Die Umsetzung von Grignard-Verbindungen mit Schwefelkohlenstoff (CS2) liefert Salze der betreffenden Dithiocarbonsäure. Durch Ansäuern erhält man die Dithiocarbonsäure.